# ورزش در پاکستان
الگو:فرهنگ پاکستان

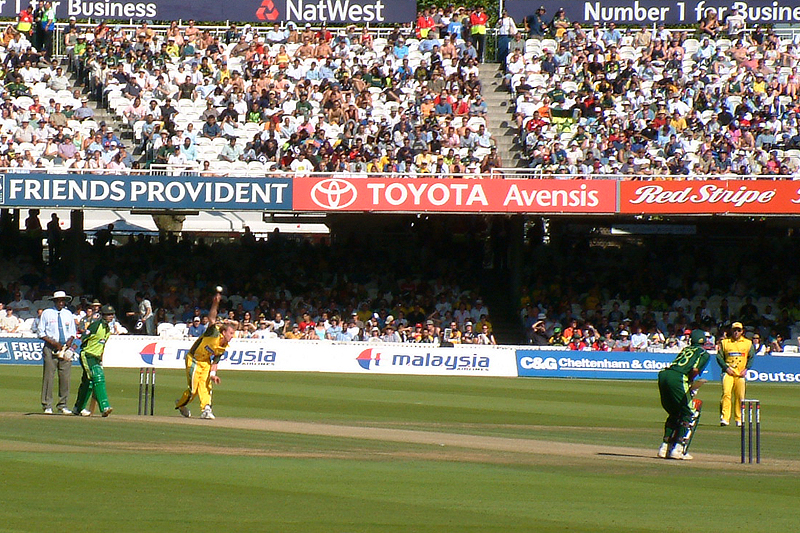
کریکت یک ورزش محبوب در پاکستان به‌شمار می‌رود.

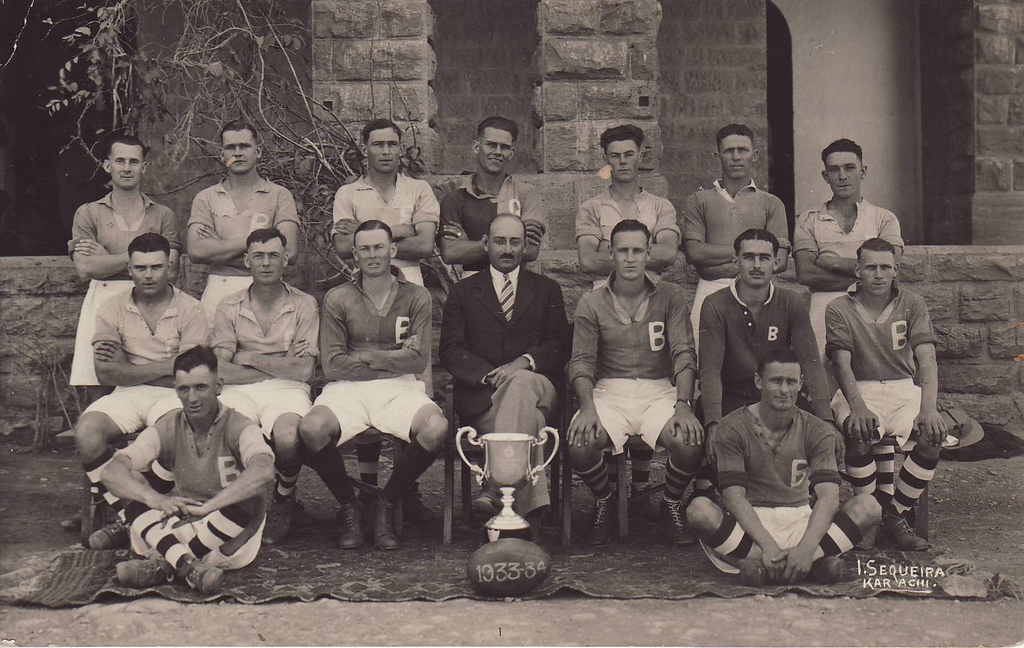
تیم راگبی کراچی در سال ۱۹۳۴

ورزش رسمی و ملی پاکستان هاکی روی چمن است با وجود اینکه اسکواش و کریکت نیز بسیار محبوب هستند.

## کریکت
تیم ملی کریکت پاکستان یکبار جام جهانی را در مسابقات جهانی کریکت ۱۹۹۲ از آن خود کرد یکبار در جام جهانی کریکت ۱۹۹۹ نایب قهرمان شد و دو بار میزبان بازی‌های جام جهانی کریکت ۱۹۸۷ و جام جهانی کریکت ۱۹۹۶ شده‌اند. این تیم همچنین جام استرالیا را در سالهای ۱۹۸۶ و ۱۹۹۰ و ۱۹۹۴ از آن خود کرده‌است.

## هاکی روی چمن
هاکی روی چمن که در پاکستان هاکی نامیده می‌شود، ورزشی است که پاکستان بیشترین موفقیت در المپیک را توسط آن کسب کرده‌است. ۳ مدال طلا (بازی‌های المپیک تابستانی ۱۹۶۰، بازیهای تابستانی المپیک ۱۹۶۸ و بازی‌های المپیک تابستانی ۱۹۸۴) پاکستان همچنین جام جهانی هاکی را ۴ بار در سالهای ۱۹۷۱، ۱۹۷۸ و ۱۹۸۲ و ۱۹۹۴ از آن خود کرده‌است.

## اسکواش
پاکستان در بازی اسکواش نیز همیشه پیشتاز بوده‌است. جهانگیر خان و جهانشیر خان دو ستاره بزرگ این بازی هستند.

## مسابقات بین‌المللی
در سطح بین‌المللی پاکستان در هاکی روی چمن، مشت زنی، دو و میدانی، شنا و تیراندازی مسابقات زیادی را در بازیهای تابستانی المپیک با موفقیت پشت سر گذاشته‌است. تلاش پاکستان برای کسب مدال تنها در حد ۱۰ عدد بوده‌است. (۳طلا، ۳ نقره و ۴ برنز) در حالی که در بازی‌های کشورهای همسود و بازی‌های آسیایی به ترتیب ۶۱ و ۱۸۲ مدال به دست آورده‌است.
پاکستان چندین بار میزبان رقابت‌های بین‌المللی نیز بوده‌است که بازیهای ساف در سالهای ۱۹۸۹ و ۲۰۰۴ از آن جمله‌اند.

## سایر ورزش‌ها
مسابقات گراند پریکس A۱ با ورود تیم A۱ پاکستان در فصل ۲۰۰۵ نیز از محبوبیت زیادی برخوردار شده‌است. مسابقات توردو پاکستان که شبیه به تور دو فرانس طراحی شده یک مسابقه سالیانه دوچرخه‌سواری است که طول و عرض پاکستان را می‌پوشاند. به‌تازگی فوتبال در سطح کشور محبوبیت خاصی به دست آورد، در حالیکه پیش تر فقط در استان غربی بلوچستان بازی می‌شد.